# AON 하노이 랜드마크 타워
AON 하노이 랜드마크타워 (랜드마크72)(AON Hanoi Landmark Tower(Landmark72))는 높이 350m로 베트남의 마천루로, 연면적은 세계최대인 60만 8946m2로 경남기업이 시공한 베트남 최대의 콤플렉스 빌딩이다. 총 사업비 10억 5000만달러로 베트남 단일 투자로는 최대규모이다. 72층 복합빌딩(350m) 1개동과 48층(212m) 주상복합 2개동 총 3개동으로 이뤄졌으며 복합빌딩엔 최고급 서비스 레지던스인 칼리다스와 인터컨티넨탈호텔, 팍슨백화점, 롯데시네마등 최첨단 몰링(malling) 시스템이 고루 갖춰져 있다.

## 역사
2007년 경남기업이 하노이 시의 복합 문화단지 건설의 일환으로 착공하였으며, 이후 2011년 완공하여 그동안 베트남의 최고층 빌딩이었던 호찌민 시의 비텍스코 파이낸셜 타워를 제치고 베트남 최고층 빌딩의 자리에 올라섰다.
그러나 경남기업의 여러 사태로 매각되어 2016년 4월 29일 구조조정전문기업으로 알려진 에이오엔비지엔(AON BGN)에 100% 인수 되었다.

## 칼리다스
베트남 하노이의 랜드마크72(AON하노이랜드마크타워)에 위치한 호텔형 레지던스이다.
378개 객실을 비롯하여 휘트니스, 식음 매장, 야외 가든(풀바, 수영장), 전망대 등의 부대 업장 및 백화점, 병원, 교육시설, 전문 식당가, 푸드코트 등의 편의시설을 갖추고 있는 원스탑 주상복합시설이다.

## 갤러리

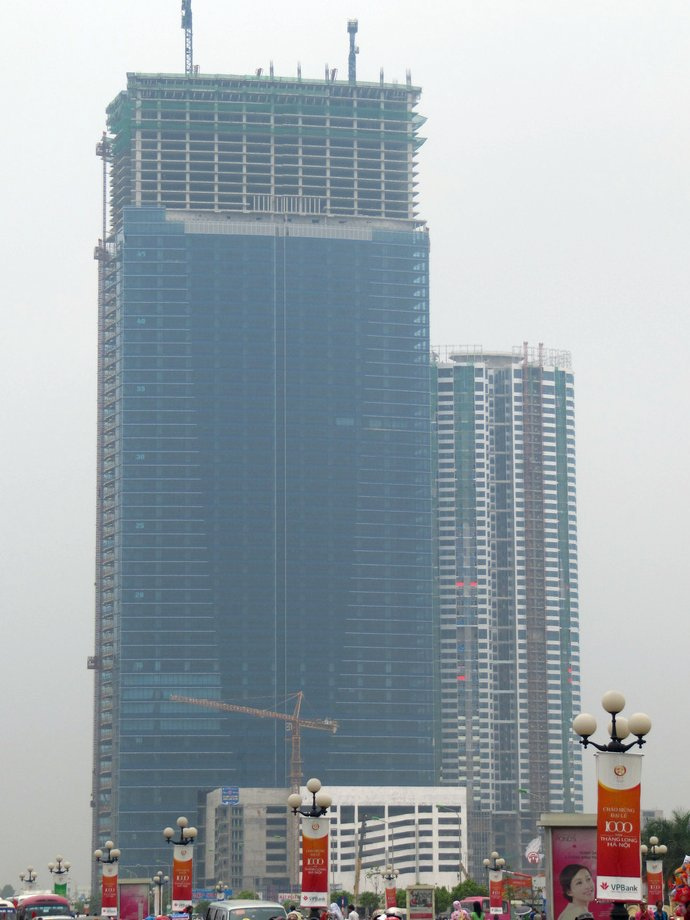
랜드마크 72의 2010년 10월 건설 현장
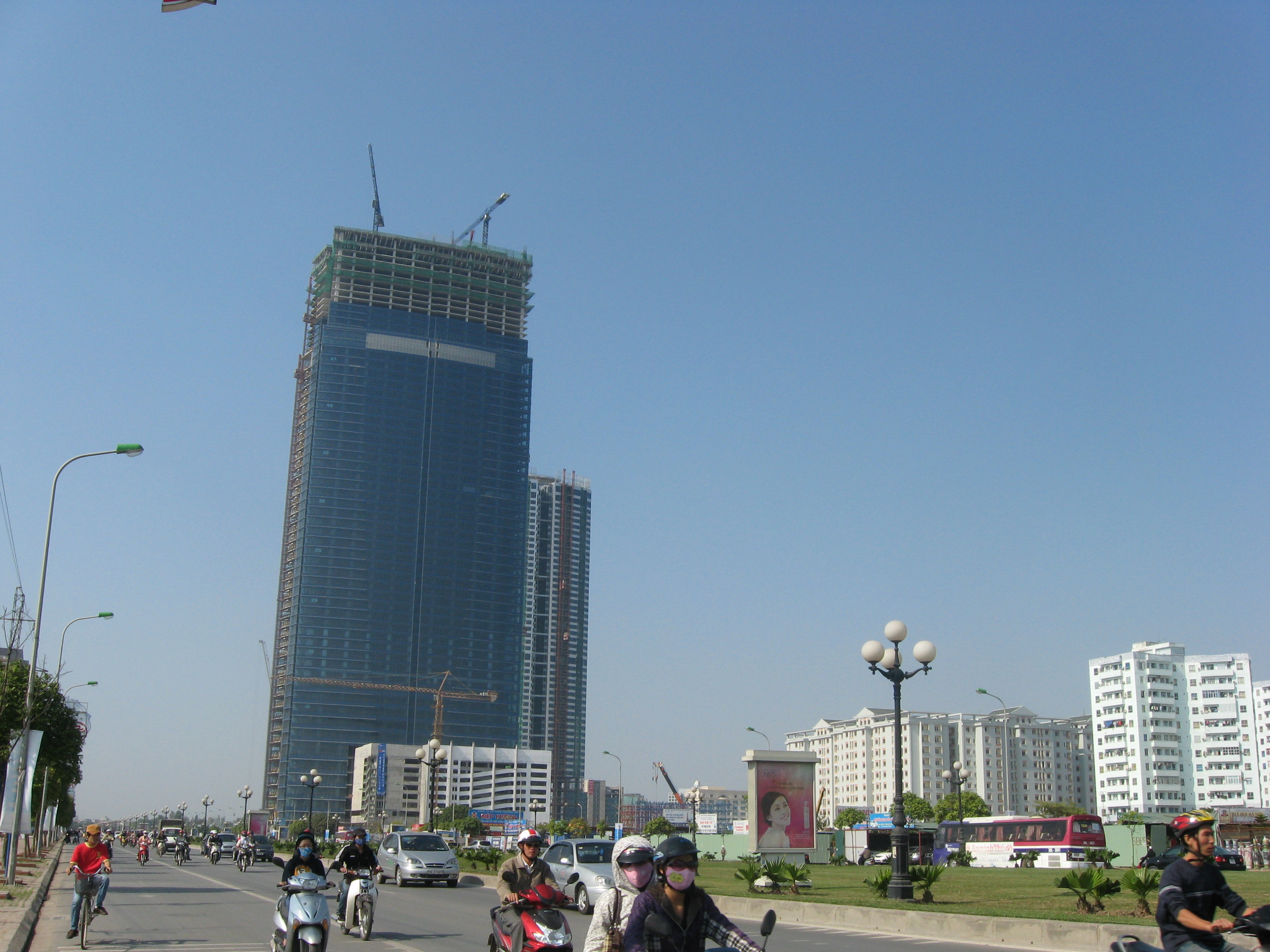
2010년 10월 31일 건설현장
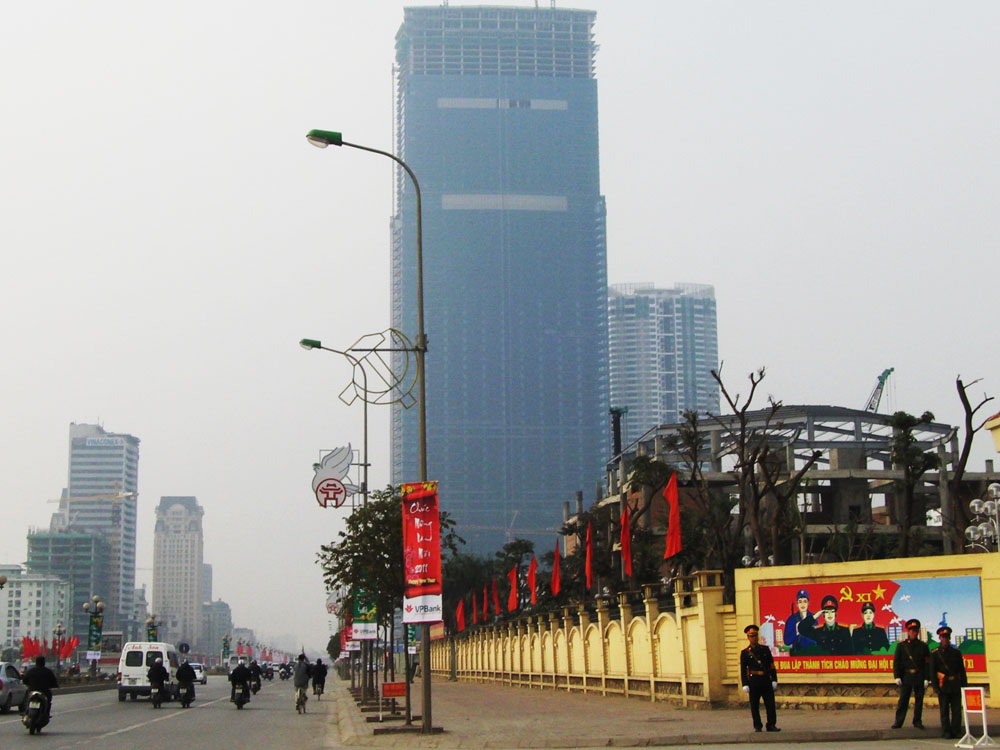
2011년 2월 1일 건설현장
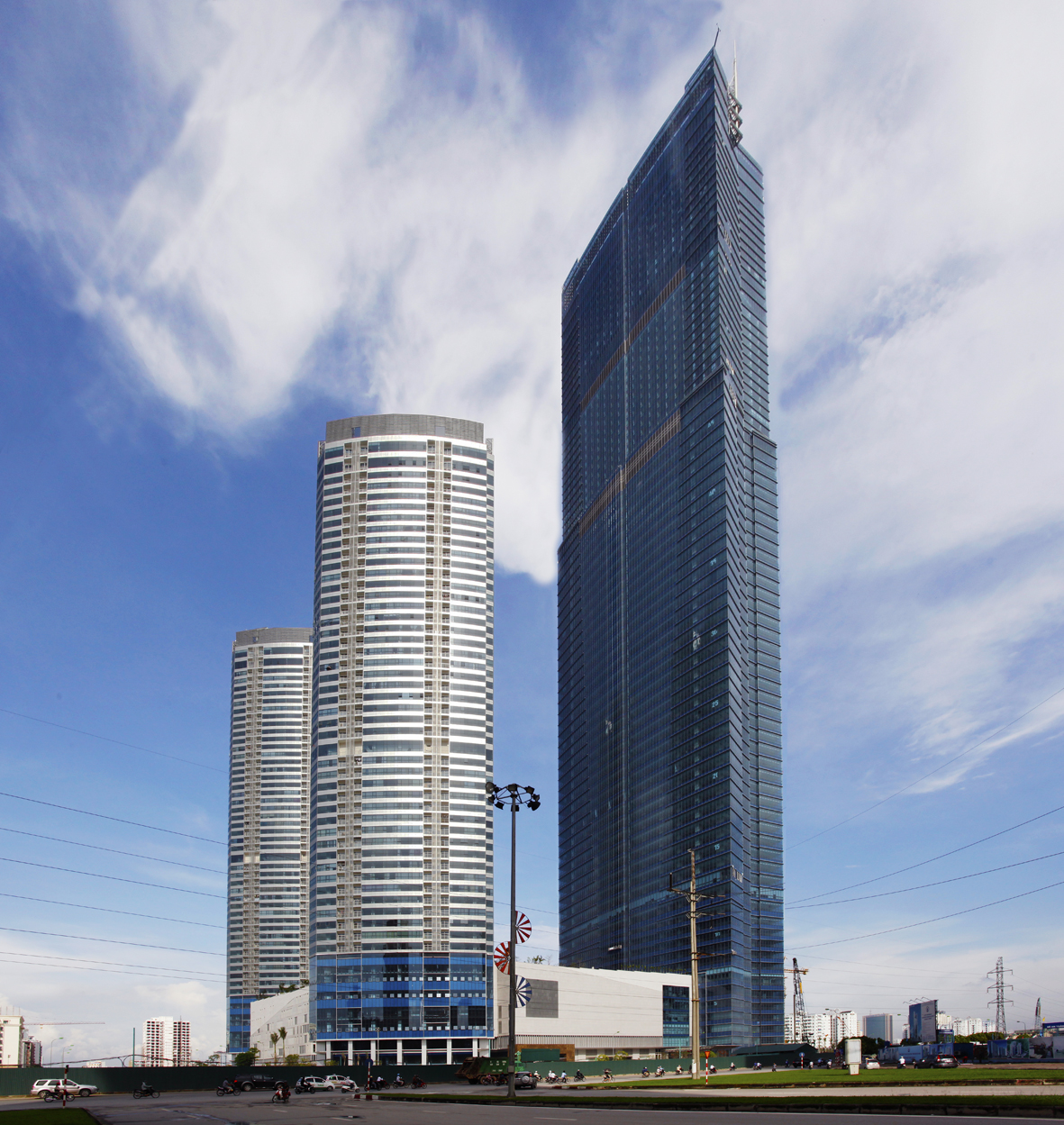
랜드마크 72의 전경
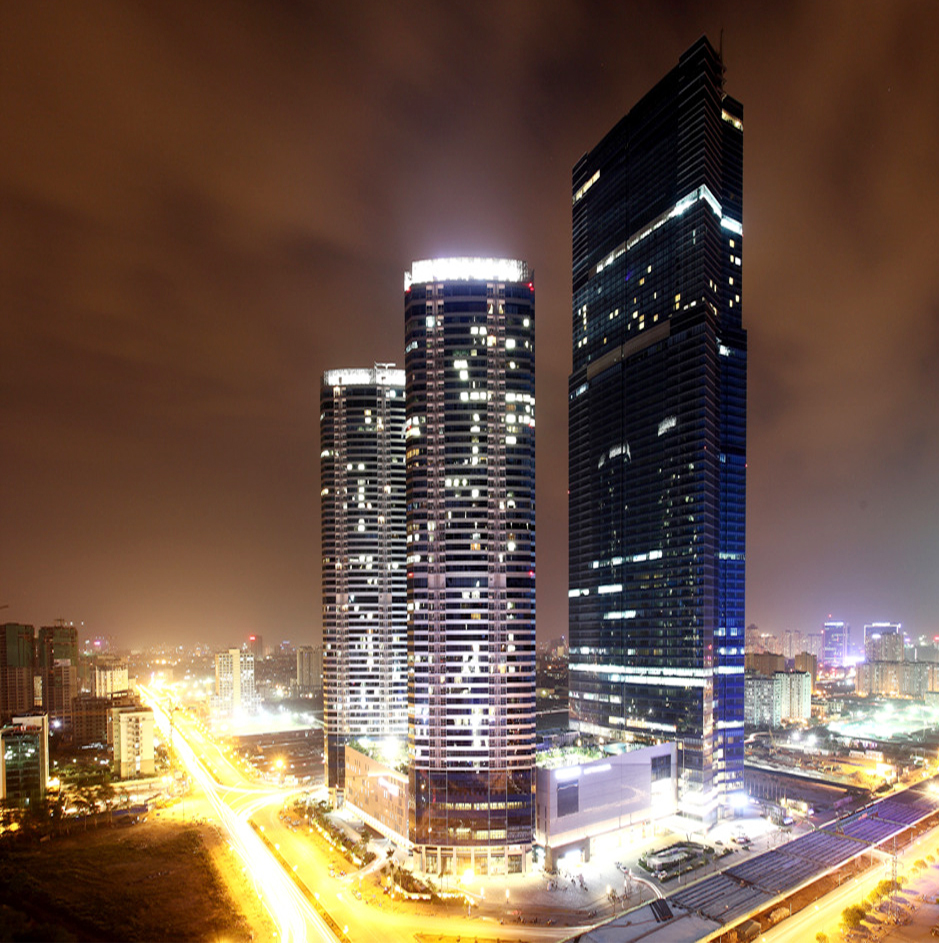
랜드마크 72의 야경
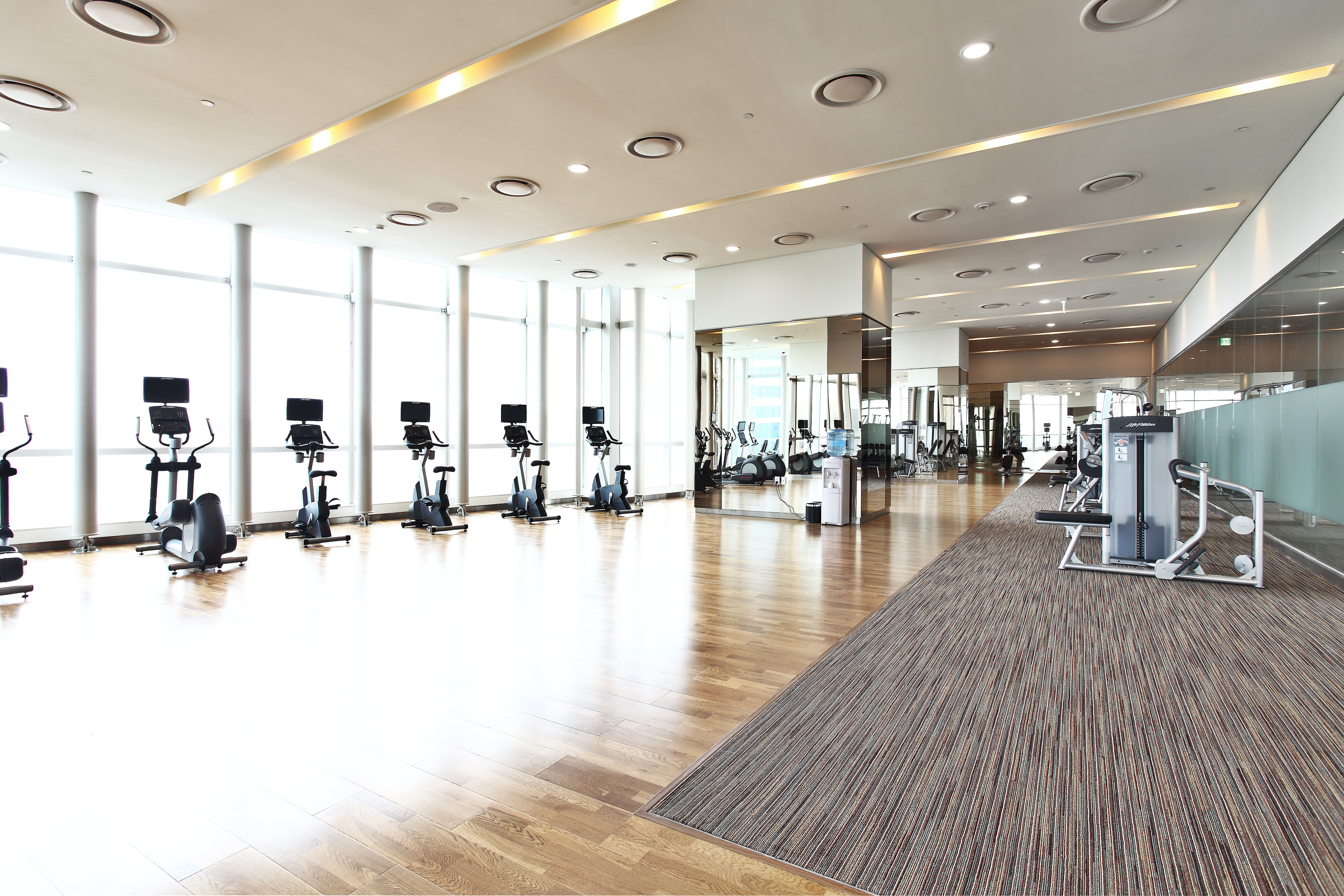
랜드마크 72 내부에 위치한 피트니스 클럽
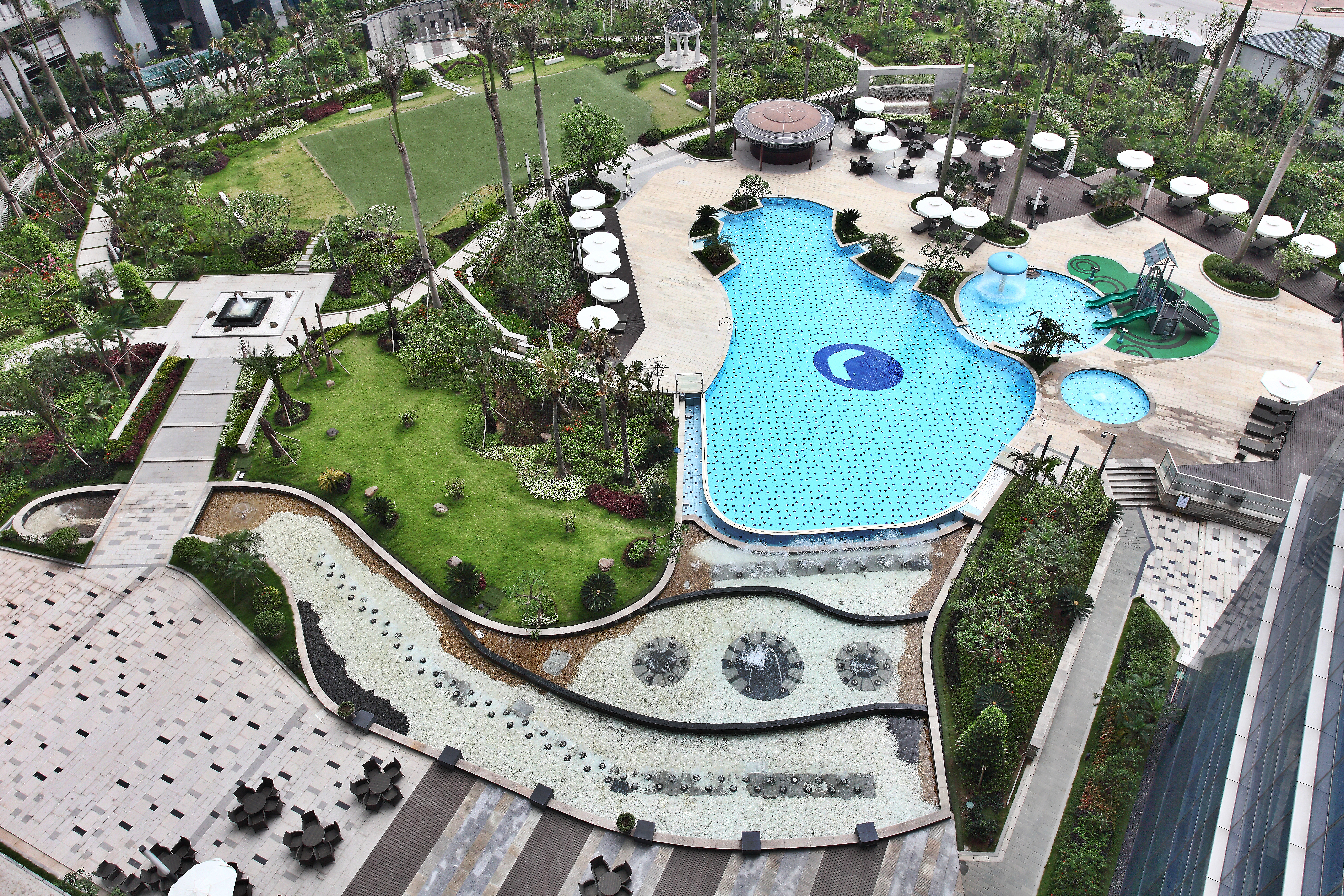
랜드마크 72의 수영장

## 같이 보기
- 마천루 목록
- 높이순 주거용 건축물 목록
- 초고층 호텔 목록
- 베트남의 마천루 목록
- 비텍스코 파이낸셜 타워 (호찌민 시 최고층 빌딩, 현대건설 시공)
- 롯데센터 하노이 (롯데그룹이 하노이 시에 건설이 완료된 복합 상업단지)
- 인터컨티넨탈 하노이 랜드마크 72